# .hack

Logo di .hack

.hack (pronunciato "dot hack") è un franchise multimediale creato da Bandai, che si basa su una trama di carattere fantascientifico. La serie è costituita da più fasi distinte, che vedono come tema centrale la presenza di un mondo di gioco online chiamato The World.

## Progetto .hack
La storia principale di .hack narra le vicende accadute successivamente al blocco della rete da parte del virus Pluto's Kiss il 24 dicembre 2005. Dopo questa prima crisi il sistema operativo ALTIMIT è divenuto praticamente l'unico sistema utilizzato al mondo grazie alla sua stabilità. Successivamente però, attraverso la fruizione del MMORPG The World, iniziano ad accadere strani fatti all'interno della rete. La serie si presenta in più forme: videogiochi, novel, manga e anime.

### Videogiochi
- La prima serie di videogiochi comprende 4 titoli per PlayStation 2: .hack//INFECTION (2002), .hack//MUTATION (2002), .hack//OUTBREAK (2002) e .hack//QUARANTINE (2003). Questi giochi avranno come protagonista Kite: un giovane ragazzo di 14 anni che invitato dall'amico Yasuhiko (Orca nel gioco) inizia la propria avventura all'interno di The World. Il ragazzo, a seguito dell'incontro con Skeith, vede la sconfitta del proprio amico che tentava di difendere lo spirito di una ragazza (di nome Aura) e viene salvato da una strana entità di nome Helba. Il giorno seguente il protagonista trova l'amico Yasuhiko in coma al vicino ospedale. A questo punto Kite vuole capire quale possa essere il legame tra il gioco e la realtà e inizia così la sua avventura alla ricerca della chiave per scoprire la verità. La prima svolta per il nostro protagonista avverrà però solo dopo aver fatto conoscenza con BlackRose (una liceale dalla personalità forte e a volte ambigua che cerca una risposta per la caduta in coma del fratello Kazu) che lo condurrà nell'area Δ Hidden Forbidden Holy Ground dove, all'interno di quello che sembrerebbe una chiesa, sentendo le parole di Aura apre il libro del tramonto ottenuto successivamente allo scontro tra Orca e Skeith che gli permetterà di utilizzare un'abilità chiamata fuga di dati che gli permetterà di riscrivere i dati dei mostri corrotti dai virus che si trovano all'interno di The world. Altri personaggi presenti nei videogiochi sono: Balmung, Elk, Gardenia, Lios, Mia, Mistral, Natsume, Piros, Sanjuro e molti altri che dovranno affrontare 8 fasi prima di poter arrivare allo scontro finale e riportare tutto alla normalità.
- .hack//frägment (2005), un videogioco di ruolo on-line uscito per PlayStation 2 esclusivamente in Giappone il cui supporto è stato abbandonato dalla casa produttrice.

### Anime e Manga
- .hack//Gift (2002), un OAV comico che prende in giro il videogioco, incluso con l'acquisto dell'intero pack di giochi.
- .hack//SIGN (2002), un anime che segue le vicissitudini di Tsukasa: Un ragazzo intrappolato in The World senza essere in grado di eseguire il log out. Questo anime fa da preludio alla serie di videogiochi e ha come protagonisti Sora, Crim, BT, Subaru, Tsukasa, Mimiru, Helba e Bear. Gli eventi trattati vengono a volte ripresi come easter eggs anche dalla serie di videogiochi e alcuni personaggi potranno anche essere utilizzati in seguito alla fine dei giochi. La serie si forma di 26 episodi editi anche in lingua italiana più 2 speciali: .hack//Intermezzo e .hack//Unison.
- .hack//Liminality (2002-2003), quattro OAV inclusi nelle confezioni del videogioco che seguono gli eventi visti dal mondo esterno alla realtà virtuale trattando alcuni casi di coma di giocatori di The World.
- .hack//Legend of the Twilight (2002), una serie manga, e successivamente anime, che segue i giocatori Rena e Shugo. I due che possiedono avatar simili a quelli di BlackRose e Kite visitano il mondo a 4 anni dagli eventi che lo hanno sconvolto.
- .hack//xxxx un manga che racconta in 2 volumi le avventure del videogioco sebbene notevolmente riassunte.

### Novel
- .hack//AI buster, un romanzo che racconta come Orca e Balmung siano diventati i Discendenti di Fianna.
- .hack//AI buster 2, una collezione di racconti che coinvolge i personaggi dell'episodio precedente.
- .hack//Another Birth, un racconto delle avventure vissute nel videogioco dal punto di vista di BlackRose.
- .hack//ZERO, una serie di racconti.
- .hack//Epitaph of Twilight, una serie di racconti.

### Altro
- .hack//ENEMY, un gioco di carte collezionabili.

## .hack Conglomerate

### Videogiochi
- .hack//G.U. (2006), una serie di 3 videogiochi per PlayStation 2 composta dai capitoli Rebirth Reminisce Redemption. Questi videogiochi seguono l'avventura di Haseo; un ragazzo istintivo che innamoratosi di una ragazza della sua stessa gilda affronterà mille avventure e pericoli per poterla salvare.
- .hack//G.U. Last Recode un videogioco annunciato durante il periodo dell'E3 2017 che dovrebbe uscire per commemorare il quindicesimo anniversario della serie e che comprende la trilogia .hack//G.U e include un quarto capitolo inedito sotto una nuova veste grafica per le piattaforme PC e PlayStation 4.

### Anime e Manga
- .hack//Roots, un anime andato in onda in Giappone nel 2006. Fa da preludio alla serie di videogiochi G.U. trattando parte degli eventi del gioco.

### Altro
- hack//G.U. The Card Battle, un gioco di carte collezionabili.

## .hack after Conglomerate

### Videogiochi
- .hack//Link (2010), un videogioco per PSP che vede come protagonista Tokio: un ragazzo in grado di controllare il tempo che si troverà a dover combattere a fianco ai vecchi protagonisti per "aggiustare" la storia[1].
- .hack//Versus (2012), un videogioco inedito fuori dal Giappone per PlayStation 3 che era incluso nella versione Blu-Ray di .hack//The Movie che nasce come picchiatutto tra i protagonisti delle varie serie anime e dei videogiochi.
- Guilty Dragon, un videogioco per mobile.

### Anime e manga
- .hack//Quantum (2010), una serie OAV derivati dall'omonimo manga con come protagonista Sakuya.
- .hack//The Movie (2012), un film d'animazione che ha come protagonista Sora e viene accompagnato dal gioco .hack//Versus (2012)